# Lonchodactylus messingi
Lonchodactylus messingi is een krabbensoort uit de familie van de Phyllotymolinidae. De wetenschappelijke naam van de soort is voor het eerst geldig gepubliceerd in 1996 door Tavares & Lemaitre.